# The Storytellers
Pour plus de détails, voir Fiche technique et Distribution.
The Storytellers est un film américain de James D. R. Hickox, sorti en 1999.

## Fiche technique
- Titre : The Storytellers
- Réalisation : James D. R. Hickox
- Scénario : Jonnie Lindsell
- Musique : Jim Manzie
- Photographie : Christopher C. Pearson
- Montage : Matthew Booth
- Société de production : Da'Lin Flims
- Pays :  États-Unis
- Genre : Comédie
- Durée : 90 minutes
- Dates de sortie : 
  -  États-Unis : 1999

## Distribution
- Tippi Hedren : Lillian Glosner
- Michael Worth : Kristopher Krengle
- Mitzi Kapture : Marcie Russell
- Brad Dourif : le professeur
- Zach Galligan : Greer Sandler
- Craig Wasson : Larry Moore